# Wenatchee
Wenatchee az Amerikai Egyesült Államok északnyugati részén, Washington állam Chelan megyéjében elhelyezkedő város, a megye székhelye. A 2010. évi népszámlálási adatok alapján 31 925 lakosa van.

## Történet

### Őskor
A közeli East Wenatchee-ben végzett ásatások során tizenegyezer évvel ezelőtti eszközöket találtak, amelyek arra utalnak, hogy az utolsó jégkorszak során a vándorlók bizonyos időt a térségben töltöttek. A leleteket a Wenatchee Valley Museum & Cultural Centerben állították ki.

### Indián falvak
A mai belváros helyén egykor Nikwikwi’estku falu helyezkedett el. 1811-ben David Thompsont a lóháton közlekedő indiánok meghívták magukhoz. Az őslakosok kunyhókban éltek; a legnagyobb 64 méter hosszú volt. Szőrmekereskedők feljegyzései alapján a fehér bőrűek és az őslakosok még az 1817-es himlőjárvány és az 1841-es éhinség során is baráti viszonyban álltak.
Az 1856-os yakima háborúban Wright ezredes megakadályozta a yakama és wenatchi törzsek szövetségre lépését azzal, hogy utóbbiakat Kittitas megyébe telepíttette. Egy csoport a télre készülve hátramaradt halászni.
1863-ban a katolikus Respari atya hittérítői tevékenységbe kezdett; őt húsz év múlva a Cashmere mellett házat építő Urban Grassi atya követte. A tizenkilencedik század során további telepesek érkeztek; az 1900-as népszámláláskor 401-en éltek itt. Wenatchee 1893. január 7-én kapott városi rangot.

### 20. század
A Great Northern Railway vasútvonalának 1893-as megnyitása gazdasági fellendülést hozott. A pályán a személyszállítás mellett teherforgalom is zajlott; a városból többek között búzát és almát exportáltak. A huszadik század elején a Wenatchee-i Kereskedelmi Klub (a mai iparkamara) a térséget „a világ legjobb almáinak otthonaként” népszerűsítette. Az almatermesztés ma is fontos szerepet tölt be a helyi gazdaságban.
1910. május 22-én letartóztatták az Industrial Workers of the World egyes tagjait, akik az Amerikai Szocialista Párt helyi székháza előtt szónokoltak. Ugyan júniusban a letartóztatottakat kiengedték, a feszültség 1911 szeptemberében újra kiéleződött, amikor a rendőrség egy hat IWW-tag által bérelt lakásban őrizetbe vett huszonöt, a szervezet kiadványait birtokló munkást. A férfiakat gyorsan szabadon engedték.
1922-ben a Ku-Klux-Klan közel száz tagja a feketék távozását követelte. A szervezet találkozóin 1923-ban már közel négyszázan vettek részt, és az East Wenatchee-hez közel eső Fancher repülőtérnél egy nagy keresztet égettek el. 1926-ban Wenatchee-ben volt a szerveződés állami gyűlése, és az Apple Blossom Paradén is felvonultak. A fülöp-szigetekiek elleni gyűlöletcselekmények az 1920-as évek végén erőszakhoz és deportálásokhoz vezettek.
1936-ra elkészült a Rock Island gát, amely megóvta Wenatchee-t a Columbia folyó nyári áradásaitól. A projekt az áramellátás mellett a gyümölcsösök vízszükségletét is biztosítja.
1975-ben a világ legnagyobb vadcseresznye-exportőrének számító Stemilt Growers székhelyét a közeli Stemilt-dombról a városba tette át.
Április utolsó és május első hetében rendezik meg a világ gasztronómiáját bemutató Washington State Apple Blossom Festivalt, ahol utazó vidámparkot is szoktak építeni. Az 1994-ben és 1995-ben folytatott gyermekbántalmazási perekben 43 személyt tartóztattak le. Az eljárások során ejtett hibák miatt bizonyos elítélteket szabadon engedtek, míg mások büntetését rövidítették.
Az 1990-es években a várost a „világ Prozac-fővárosának” nevezték, mivel egy orvos mind a hétszáz pszichiátriai betegének felírta a gyógyszert.

### 21. század
2018 novemberében a USA Today adatai szerint Wenatchee az országban a gazdaság növekedése alapján a 22. helyen állt.
A 2013. július 29-i erdőtűzben negyven lakóház megrongálódott.

## Földrajz és éghajlat

### Földrajz
A város a Columbia-medencében, a Wenatchee és Columbia folyók találkozásánál fekszik. A Cascade-hegység közelsége miatt évente 300 napon át tiszta az ég; a mezőgazdaság vízszükségletét a Columbia folyó és annak mellékágai biztosítják.
A települést északon a Wenatchee, keleten pedig a Columbia folyó határolja; a déli és nyugati határvonalat a Cascade-hegység jelöli.

### Éghajlat
A város éghajlata mediterrán (a Köppen-skála szerint Csb).
| Hónap                         | Jan.  | Feb.  | Már.  | Ápr. | Máj. | Jún. | Júl. | Aug. | Szep. | Okt. | Nov.  | Dec.  | Év    |
| ----------------------------- | ----- | ----- | ----- | ---- | ---- | ---- | ---- | ---- | ----- | ---- | ----- | ----- | ----- |
| Rekord max. hőmérséklet (°C)  | 18,3  | 18,9  | 25,6  | 33,9 | 40,0 | 41,7 | 43,3 | 41,1 | 38,3  | 32,2 | 24,4  | 19,4  | 43,3  |
| Átlagos max. hőmérséklet (°C) | 2,2   | 6,7   | 12,8  | 17,8 | 22,8 | 26,7 | 31,1 | 31,1 | 25,6  | 17,8 | 8,3   | 1,7   | 17,1  |
| Átlagos min. hőmérséklet (°C) | −3,9  | −2,2  | 1,1   | 5,0  | 9,4  | 13,3 | 16,7 | 16,1 | 11,1  | 5,0  | 0,0   | −3,9  | 5,7   |
| Rekord min. hőmérséklet (°C)  | −26,7 | −27,8 | −15,0 | −6,7 | −2,8 | 3,9  | 4,4  | 5,0  | −6,1  | −7,2 | −18,0 | −28,3 | −28,3 |
| Átl. csapadékmennyiség (mm)   | 34    | 26    | 15    | 13   | 18   | 17   | 9    | 5    | 8     | 13   | 35    | 39    | 232   |
| Forrás: The Weather Channel   |       |       |       |      |      |      |      |      |       |      |       |       |       |

## Népesség
A 2010-es népszámláláskor a városnak 31 925 lakója, 12 379 háztartása és 7721 családja volt. A népsűrűség 1167,3 fő/km2. A lakóegységek száma 13 175, sűrűségük 481,7 db/km2. A lakosok 76,7%-a fehér, 0,4%-a afroamerikai, 1,2%-a indián, 1,1%-a ázsiai, 0,2%-a a Csendes-óceáni szigetekről származik, 17,3%-a egyéb, 3,1%-a pedig kettő vagy több etnikumú. A spanyol vagy latino származásúak aránya 29,4% (26,8% mexikói, 0,2% Puerto Ricó-i,  2,3% egyéb spanyol vagy latino származású.)
A háztartások 30,3%-ában élt 18 évnél fiatalabb. 44,6% házas, 11,9% egyedülálló nő, 5,8% egyedülálló férfi, 37,6% pedig nem család. 31,2% egyedül élt; 14,2%-uk 65 éves vagy idősebb. Egy háztartásban átlagosan 2,53 személy élt; a családok átlagmérete 3,19 fő.
A medián életkor 35,2 év volt. A város lakóinak 26,1%-a 18 évesnél fiatalabb, 10% 18 és 24 év közötti, 25,2%-uk 25 és 44 év közötti, 23,4%-uk 45 és 64 év közötti, 15,2%-uk pedig 65 éves vagy idősebb. A lakosok 48,9%-a férfi, 51,1%-a pedig nő.

## Közigazgatás
A város Washington állam tizenkettedik törvényhozó és nyolcadik kongresszusi körzetében található.
A közbiztonságért a városi kapitányság és az állami rendőrség mellett a megyei seriff hivatala felel. A településnek két, magánkézben lévő mentőszolgálata (Ballard és Lifeline Ambulance) és két tűzoltóállomása van; utóbbiak rendőri feladatokban is közreműködnek.

## Kultúra
Az egykori postahivatalban látható a Peggy Strong által 1940-ben készített The Saga of Wenatchee című olajfestmény, amely a pénzügyminisztérium 1934 és 1945 közötti projektje keretében jött létre.
Wenatchee-ben több művészeti csoport (Wenatchee Valley Symphony, Wenatchee Big Band, Columbia Chorale, Wenatchee Valley Appleaires és The Apollo Club) is működik, emellett több színházi társulat is rendszeresen fellép. A város ad otthont a Mariachi Huenachi csoportnak, akik a 2017-es spanyol történelmi hónap keretében is felléptek, valamint 2018-ban a TVW csatorna is bemutatta őket.

## Oktatás

### Közoktatás
A városban hét általános- és három középiskola, valamint egy gimnázium található, melyek fenntartója a Wenatchee-i Tankerület; a hagyományos intézmények mellett a városban két alternatív iskola (Westside High School és Valley Academy of Learning) is működik. 2006-tól a Wenatchee High School és a Westside High School bizonyos kurzusai a Wenatchee Internet Academy révén távoktatási formában, interneten is elérhetőek.
A településen több magániskola (Children’s Gate Montessori School, Cascade Christian Academy, The River Academy, St. Joseph Catholic School és St. Paul’s Lutheran School) is működik, melyek többsége egyházi fenntartású.

### Felsőoktatás
Wenatchee az észak-közép-washingtoni tankerület, valamint a Wenatchee-völgyi Főiskola székhelye. A főiskolán Wenatchee mellett Omakben folyik oktatás; a wenatchee-i campuson 3500-an tanulnak. Az iskola harmincezer négyzetkilométeres vonzáskörzete Washington állam közösségi főiskolái közül a legnagyobb.
A városban található a Washingtoni Állami Egyetem gyümölcskutató intézetének székhelye.

## Közlekedés
A város közösségi közlekedését a Link Transit biztosítja, amely többek között Leavenworth és Chelan irányába közlekedtet buszjáratokat. A vállalat 2014 óta üzemeltet elektromos járműveket. Columbia állomáson az Amtrak vonatai mellett a Greyhound Lines, a Northwestern Trailways valamint az állami közlekedési hatóság által működtetett Apple Line buszaira is át lehet szállni.
A várostól nyolc kilométerre fekszik a Pangborn repülőtér, ahonnan az Alaska Airlines gépeivel Seattle-be lehet utazni.
Wenatchee egykor a Great Northern Railway vasútvonalának keleti végállomása volt; a vonalon közlekedő villanymozdonyokat később gőzmozdonyokra és dízelüzemű járművekre cserélték.

## Sport

### Profi csapatok
Jelenlegi csapatok
| Klub                      | Sportág         | Liga                                    | Stadion               | Alapítva | Bajnokságok |
| ------------------------- | --------------- | --------------------------------------- | --------------------- | -------- | ----------- |
| Wenatchee AppleSox        | Baseball        | West Coast League                       | Paul Thomas Sr. Field | 2000     | 6           |
| Wenatchee Valley Skyhawks | Amerikaifutball | American West Coast Football Conference | Town Toyota Center    | 2019     | 0           |
| Wenatchee Wild            | Jégkorong       | British Columbia Hockey League          | Town Toyota Center    | 2008     | 1           |

Korábbi csapatok
| Klub                   | Sportág         | Liga                        | Stadion                     | Megszűnt |
| ---------------------- | --------------- | --------------------------- | --------------------------- | -------- |
| Wenatchee Chiefs       | Baseball        | Northwest League            | Recreation Park             | 1965     |
| Wenatchee Valley Venom | Amerikaifutball | Indoor Football League      | Town Toyota Center          | 2011     |
| Wenatchee Valley Rams  | Amerikaifutball | Washington Football League  | Wildcat Stadium             | 2018     |
| Wenatchee Valley FC    | Labdarúgás      | Premier Arena Soccer League | Wenatchee Valley Sportsplex | 2015     |
| Wenatchee FC           | Labdarúgás      | Evergreen Premier League    | Apple Bowl                  | 2016     |

### Amatőr csapatok
| Klub                              | Sportág     | Liga                              | Stadion                     |
| --------------------------------- | ----------- | --------------------------------- | --------------------------- |
| Wenatchee FC Youth                | Labdarúgás  | –                                 | Wenatchee Valley Sportsplex |
| Wenatchee Figure Skating Club     | Műkorcsolya | U.S. Figure Skating               | Town Toyota Center          |
| Wenatchee Curling Club            | Curling     | United States Curling Association | Town Toyota Center          |
| Wenatchee Wolves                  | Jégkorong   | Northern Pacific Hockey League    | Town Toyota Center          |
| Wenatchee Jr. Wild                | Jégkorong   | USA Hockey                        | Town Toyota Center          |
| Wenatchee Banshees Women’s Hockey | Jégkorong   | USA Hockey                        | Town Toyota Center          |
| Wenatchee Banshees Men’s Hockey   | Jégkorong   | USA Hockey                        | Town Toyota Center          |
| Wenatchee Packers                 | Baseball    | American Legion                   | Recreation Park             |

## Nevezetes személyek
- Brad Lamm – oktató
- Bud Sagendorf – képregényrajzoló
- Casey Parsons – baseballjátékos
- Chris DeGarmo – zenész
- Dan Hamilton – zenész
- Don Lanphere – szaxofonista
- Gary J. Coleman – mormon vezető
- Heidi Schreck – színész és rendező
- Kurt Schulz – baseballjátékos
- Noreen Nash – színész
- Sammy Charles White – baseballjátékos
- Susan Hart – színész és rendező
- Tyler Farrar – kerékpáros

## Testvérvárosok
- Kuroishi, Japán
- Misawa, Japán
- Tinda, Oroszország
- Herrenberg, Németország
- Nadzsu, Dél-Korea

## Fordítás
Ez a szócikk részben vagy egészben  a   Wenatchee, Washington című angol Wikipédia-szócikk ezen változatának fordításán alapul.  Az eredeti cikk szerkesztőit annak laptörténete sorolja fel. Ez a jelzés csupán a megfogalmazás eredetét és a szerzői jogokat jelzi, nem szolgál a cikkben szereplő információk forrásmegjelöléseként.